# قطان (الشعر)

تعديل مصدري - تعديل

قطان محلة تابعة لقرية الاسباط، التابعة لعزلة الا ملؤك بمديرية الشعر إحدى مديريات محافظة إب في الجمهورية اليمنية، بلغ تعداد سكانها 26 حسب تعداد اليمن لعام 2004.